# American McGee’s Alice
American McGee’s Alice ist ein Action-Adventure für Windows und Mac OS. Es wurde vom US-amerikanischen Entwicklungsstudio Rogue Entertainment unter der Leitung des ehemaligen id-Designers American McGee entwickelt und im Jahr 2000 von Electronic Arts veröffentlicht. Es basiert thematisch auf Lewis Carrolls Kindermärchen Alice im Wunderland.

## Handlung
Die Handlung des Spiels ist eine Fortsetzung von Lewis Carrolls Alice im Wunderland (1865) und Alice hinter den Spiegeln (1871). Alice hat bei einem Brand des Elternhauses beide Eltern verloren. Weil sie sich die Schuld an deren Tod gibt, zieht sie sich vollkommen in sich selbst zurück und lebt nun in einer Irrenanstalt. Dort ereilt sie der Hilferuf aus dem Wunderland. Bedingt durch ihren geistig kaputten Zustand ist das Wunderland, das im Prinzip nur in Alice’ Fantasie existiert, zu einem bedrohlichen und dunklen Ort geworden, in dem die Herzkönigin ein grausames Terrorregime errichtet hat. Um sich selbst und das Wunderland zu retten, muss sich Alice mit Messern bewaffnen und die Herzkönigin besiegen. Ein verlustreicher Kampf gegen das eigene Ich, wie sich herausstellt.
Bei den im Spiel vorkommenden „Waffen“ handelt es sich beinahe durchgängig um Spielzeuge, wie sie schon zu Carrolls Zeit existierten. Alice’ Gegner und Verbündete sind an die Figuren aus Carrolls Romanen angelehnt, teilweise grausam verfremdet, aber immer erkennbar.

## Entwicklung
Die grundlegende Idee zu einer „verdrehten Märchenerzählung“ (engl. twisted fairy tale) geht auf American McGee zurück, der das Konzept während einer Fahrt auf der California State Route 1 entwickelte. Beeinflusst wurde er durch einige Zeilen des Liedes Trip Like I Do von Crystal Method:
Another world
Another time
In the age of wonder
Another world
Another time
This land was green and good
Until the crystal cracked
Durch Wortassoziation verband er diese Zeilen mit Carrolls Wunderland-Erzählung und beeinflusst von weiteren Liedern wie Living Dead Girl von Rob Zombie formulierte McGee schließlich die Idee einer Alice-Fortführung, in der das Wunderland durch gewisse Ereignisse einen düsteren, bedrohlichen Riss bekommen hat. Gemeinsam mit R. J. Berg erarbeitete McGee in der Firmenzentrale von Electronic Arts ein grobes Erzählkonzept und erstellte mit Unterstützung der Grafiker Terry Smith und Norm Felchle erste Designstudien. Schließlich wurde der Entwickler Rogue Entertainment mit der Umsetzung beauftragt, der das Projekt in zwei Jahren fertigstellte. Die Entscheidung, McGees Namen zur Benennung des Spiels zu verwenden, wurde von EA zu Marketingzwecken getroffen:

“[…] I never had the power/control to force my name on a box of anything. EA legal and marketing decided it was a good way to establish a version of the "Alice" name which they could own and control.”

„[…] ich hatte nie den Einfluss, um meinen Namen auf der Verpackung oder irgendetwas anderem zu erzwingen. Die Rechts- und die Marketingabteilung von EA beschlossen, dass dies ein guter Weg sei eine Variation des Alice-Markennamens zu etablieren, den sie besitzen und kontrollieren können.“

Alice wurde zu EAs ersten vom Entertainment Software Rating Board als Mature (geeignet ab 17 Jahren) eingestuften Spiel. Die Verpackung des Spiels wurde mehrfach verändert, laut Anbieter EA wegen Beschwerden von Verbraucherschutzgruppen, nach Angaben McGees jedoch aufgrund interner Bedenken aus der Konzern-Führungsspitze. So wurde die blutige Vorpalklinge in zwei unterschiedlichen Varianten durch andere Waffen ersetzt und die skelettierte Erscheinung der Grinsekatze kaschiert. Eine Portierung des Spiels auf PlayStation 2 wurde wieder eingestellt.

## Technik
Die Spielfigur Alice wird aus der Third-Person-Perspektive gesteuert, so dass sich das Spiel wie ein Third-Person-Shooter (mit skurrilen, fiktiven Schusswaffen) spielt. Technisch basiert American McGee’s Alice auf der dritten Generation der von id Software lizenzierten Quake-Engine. Die Musik des Computerspiels stammt von Chris Vrenna, einem zeitweiligen Mitglied der Band Nine Inch Nails, und war auch separat als Soundtrack-CD erhältlich.

## Rezeption

### Rezensionen und Auszeichnungen
American McGee’s Alice erhielt mehrheitlich positive Bewertungen (GameRankings: 82,09 % / Metacritic: 85 von 100).
Bei den Game Developers Choice Awards 2001 wurde das Spiel für das beste Leveldesign ausgezeichnet, nominiert war es außerdem in der Kategorie Visuelle Gestaltung und für einen Game Spotlight Award. Das Spiel verkaufte sich rund 1,5 Millionen Mal.

### Verfilmung
Eine Videospielverfilmung namens Alice war ursprünglich für 2010 geplant. Als Hauptdarstellerin wurde Sarah Michelle Gellar gehandelt. Die Umsetzung wurde 2010 vom zeitweise involvierten Drehbuchautor John August jedoch als mittlerweile extrem unwahrscheinlich bezeichnet. Unabhängig von McGees Adaption veröffentlichte Disney im selben Jahr Alice im Wunderland von Regisseur Tim Burton, das zwar gewisse Ähnlichkeiten aufwies, ansonsten jedoch eine eigenständige Handlung besaß. Es erzählt die Rückkehr der mittlerweile erwachsenen Alice in das „Unterland“. Gegenüber dem Onlinemagazin Kotaku äußerte sich McGee enttäuscht über die Umsetzung.

## Fortsetzung
Im Sommer 2010 kündigte Electronic Arts einen offiziellen Nachfolger für American McGee’s Alice an. Es erschien im Juni 2011 für PC, Xbox 360 und PlayStation 3 und setzt mit der Handlung zehn Jahre nach dem Vorgänger an. Entwickelt wurde das Spiel von American McGees Entwicklungsstudio Spicy Horse. Die Ausgaben des Spiels für Xbox 360 und Playstation 3 beinhalteten außerdem eine erstmals für Konsolen angepasste Version von American McGee’s Alice.